# Гьойерчин (замок)
Замок Гьойерчин (азерб. Kazim Dashi, Göyərçinqala qəsri) — великий кам'яний замок, знаходиться в Ірані (Західний Азербайджан) і розташований на острові озера Урмія.
Природа створила в цьому місці два красиві горбисті острови. Використовуючи їхнє зручне природне розташування, на одному з них збудували замок.
Ще 10 років тому ця природна фортеця була з усіх боків оточена водою і дістатися до неї можна було лише човном. Зараз острів сильно виступає із води: найбільше озеро Ірану Урмія висохло майже на третину.
Замок-фортеця перебуває у поганому стані, він майже розвалився. Пам'ятник іранської архітектури часів хана на ім'я Kazim xan Dashi має місцеву назву Казим Даші.
Одне з найпопулярніших місць, які відвідують туристи в Ірані. Лікувальні властивості солоної озерної води близькі за хімічним складом у воді Мертвого моря.